# Само (Италия)
 Тази статия е за селото в Южна Италия.  За средновековната държава вижте Държава на Само.  
Са̀мо (на италиански: Samo, на местен диалект Sàmu, Саму) е село и община в Южна Италия, провинция Реджо Калабрия, регион Калабрия. Разположено е на 280 m надморска височина. Населението на общината е 828 души (към 2012 г.).